# Josef Pauli (Politiker)
Josef Pauli (* 29. September 1844 in Freienseiboldsdorf bei Landshut; † nach 1881) war ein deutscher Politiker aus Bayern. Ab 1881 gehörte er für mehrere Perioden als Mitglied des Zentrums der Bayerischen Abgeordnetenkammer an.
Vor seiner Zeit als Abgeordneter war Pauli als Bierbrauer tätig und bekleidete zwischenzeitlich auch das Amt des Bürgermeisters in Tölz.

## Quelle
- Joseph Kürschner: Der Bayerische Landtag 1893–1899

| Personendaten    | Personendaten                   |
| ---------------- | ------------------------------- |
| NAME             | Pauli, Josef                    |
| KURZBESCHREIBUNG | deutscher Politiker (Zentrum)   |
| GEBURTSDATUM     | 29. September 1844              |
| GEBURTSORT       | Freienseiboldsdorf bei Landshut |
| STERBEDATUM      | nach 1881                       |